# La Langa
La Langa es una localidad del municipio conquense de Huete, en la Comunidad Autónoma de Castilla-La Mancha (España). 
La iglesia está dedicada a Nuestra Señora de los Ángeles.

## Localidades limítrofes
Confina con las siguientes localidades:
- Al norte con Huete.
- Al noreste con Verdelpino de Huete.
- Al sureste con Valparaíso de Arriba y Valparaíso de Abajo.
- Al suroeste con Olmedilla del Campo y Loranca del Campo.

## Demografía
Evolución de la población
| Gráfica de evolución demográfica de La Langa entre 2000 y 2017     |
|                                                                    |
| Población de derecho (2000-2017) según el padrón municipal del INE |

## Historia
Así se describe a La Langa en el tomo X del Diccionario geográfico-estadístico-histórico de España y sus posesiones de Ultramar, obra impulsada por Pascual Madoz a mediados del siglo XIX:

villa hasta el día con ayuntamiento, y para lo sucesivo agregada al de Verdelpino (1 legua), en la provincia y diócesis de Cuenca (7), partido judicial de Huete (1), audiencia territorial de Albacete (23), capitanía general de Castilla la Nueva (Madrid 18). Situada en la falda de una colina en la parte que mira a S, y dominando un valle formado por otra colina paralela con la primera. El clima es templado, y los vientos más frecuentes son el de S o solano y el N o cierzo; las enfermedades más comunes son las intermitentes. Tiene 14 casas de un solo piso y con pocas comodidades; una iglesia parroquial de entrada, en la actualidad servida por un sacerdote de Loranca; para surtido del vecindario hay una fuente a 100 pasos del pueblo de abundante y exquisita agua, con otras varias que se hallan en el término. Este confina por N con el de Huerte; E Verdelpino; S Valparaíso de Abajo, y O con el de Loranca. Su terreno es montuoso y de inferior calidad, a excepción de una pequeña vega y alguna otra cañada que producen bien; cruza la mencionada vega un arroyo que nace a ¼ de legua del pueblo, y corre de S a O, consumiendo sus aguas en el riego de algunos huertos; en la parte S hay una dehesa poblada de mata baja de roble perteneciente a los propios de la villa. Los caminos son locales y en mal estado, a causa de lo escabroso del terreno. La correspondencia la recibe de Tarancón por la administración de Huete. Producciones: trigo, cebada, centeno, miel y algunas legumbres y hortalizas; se cría ganado lanar y cabrío; caza de liebres, conejos y perdices. Industria: la agrícola. El comercio está reducido a la venta de arroz, aceite, algún vino y bacalao a cambio de trigo. Población: 12 vecinos, 48 almas. Capital productivo: 189.420 reales. Im-ponible: 9.471. El presupuesto municipal asciende a 700 reales, y se cubre con el producto de la dehesa de propios y otros arbitrios.
Diccionario geográfico-estadístico-histórico de España y sus posesiones de Ultramar